# Castellet i la Gornal
Castellet i la Gornal és un municipi de la comarca de l'Alt Penedès.

## Geografia
- Llista de topònims de Castellet i la Gornal (Orografia: muntanyes, serres, collades, indrets..; hidrografia: rius, fonts...; edificis: cases, masies, esglésies, etc).

| Olèrdola                                | Santa Margarida i els Monjos | Castellví de la Marca          |
| Sant Jaume dels Domenys L'Arboç Bellvei |                              | Vilanova i la Geltrú Canyelles |
| Calafell                                | Cunit                        | Cubelles                       |

El terme municipal és al sud de la comarca, entre el Garraf i el Baix Penedès. La capital del municipi és la Gornal. En la divisió provincial del 1833, la Gornal va ser inicialment inscrita a la província de Tarragona, per estar al marge dret del riu de Foix. Però aleshores la capital municipal era Castellet, que va quedar a la província de Barcelona, i es va modificar el límit provincial per mantenir la integritat del municipi.
Al poble de Clariana hi ha el santuari de Montserrat de Clariana, consagrat el 27 de maig del 1973.

## Història
Del Castell de Castellet se'n comencen a tenir dades l'any 977.

## Demografia

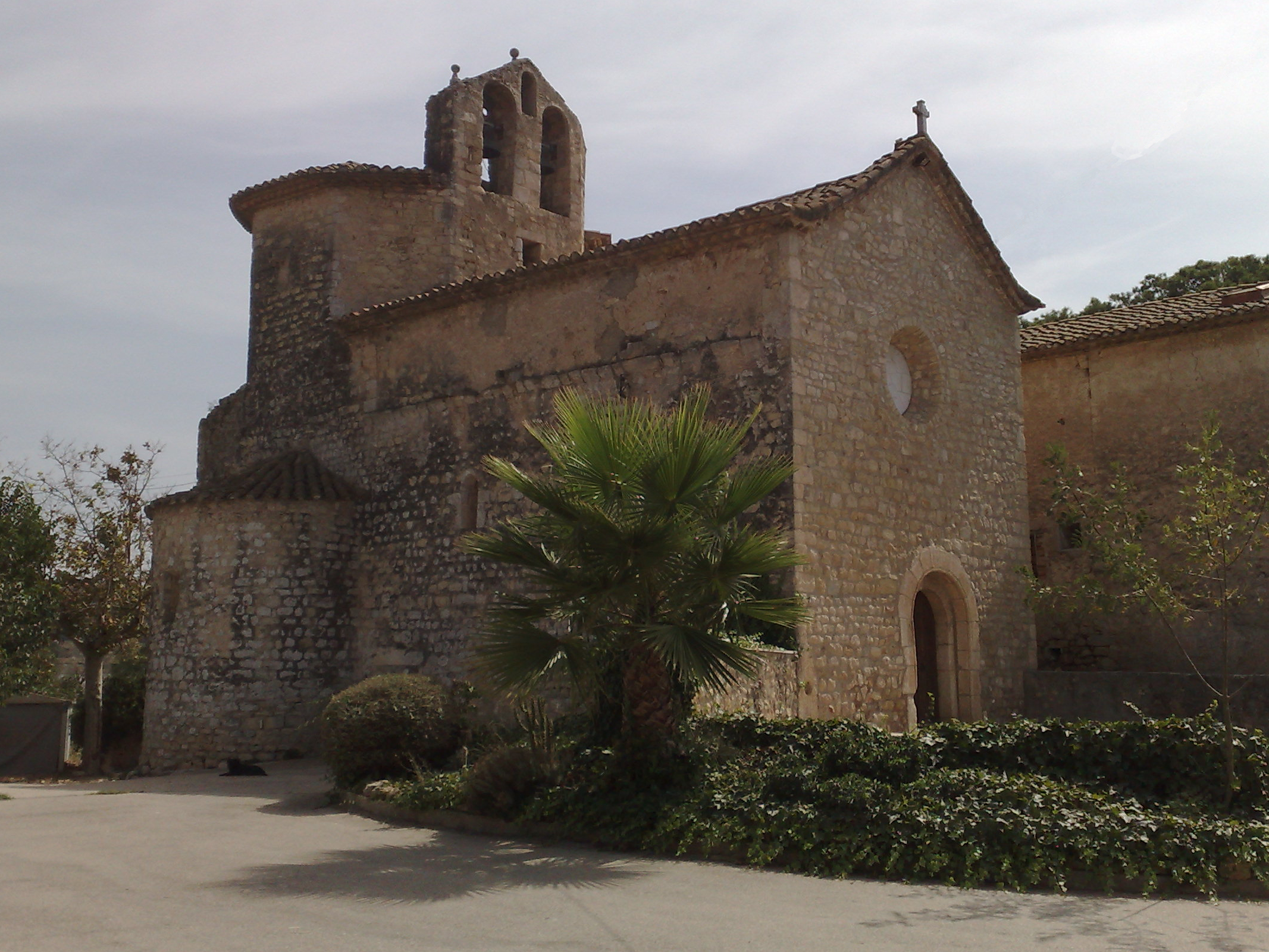
Sant Esteve (S IX), antiga parròquia de Castellet.

| Entitat de població                        | Habitants (2023) |
| la Gornal                                  | 454              |
| Costa-Cunit-Castellet Sector Trencarroques | 383              |
| Rocallisa                                  | 322              |
| els Rosers                                 | 316              |
| Sant Marçal                                | 254              |
| Clariana                                   | 174              |
| Valldemar                                  | 162              |
| les Masuques                               | 154              |
| les Casetes                                | 129              |
| Torrelletes                                | 105              |
| Castellet                                  | 86               |
| la Creu i els Àngels                       | 33               |
| Font: Idescat                              |                  |

| 1497 | 1553 | 1787 | 1887  | 1900  | 1920  | 1950  | 1970  | 2010  | 2024  |
| 54   | 56   | 863  | 1.779 | 1.834 | 1.878 | 1.401 | 1.327 | 2.240 | 2.674 |